# Американці німецького походження

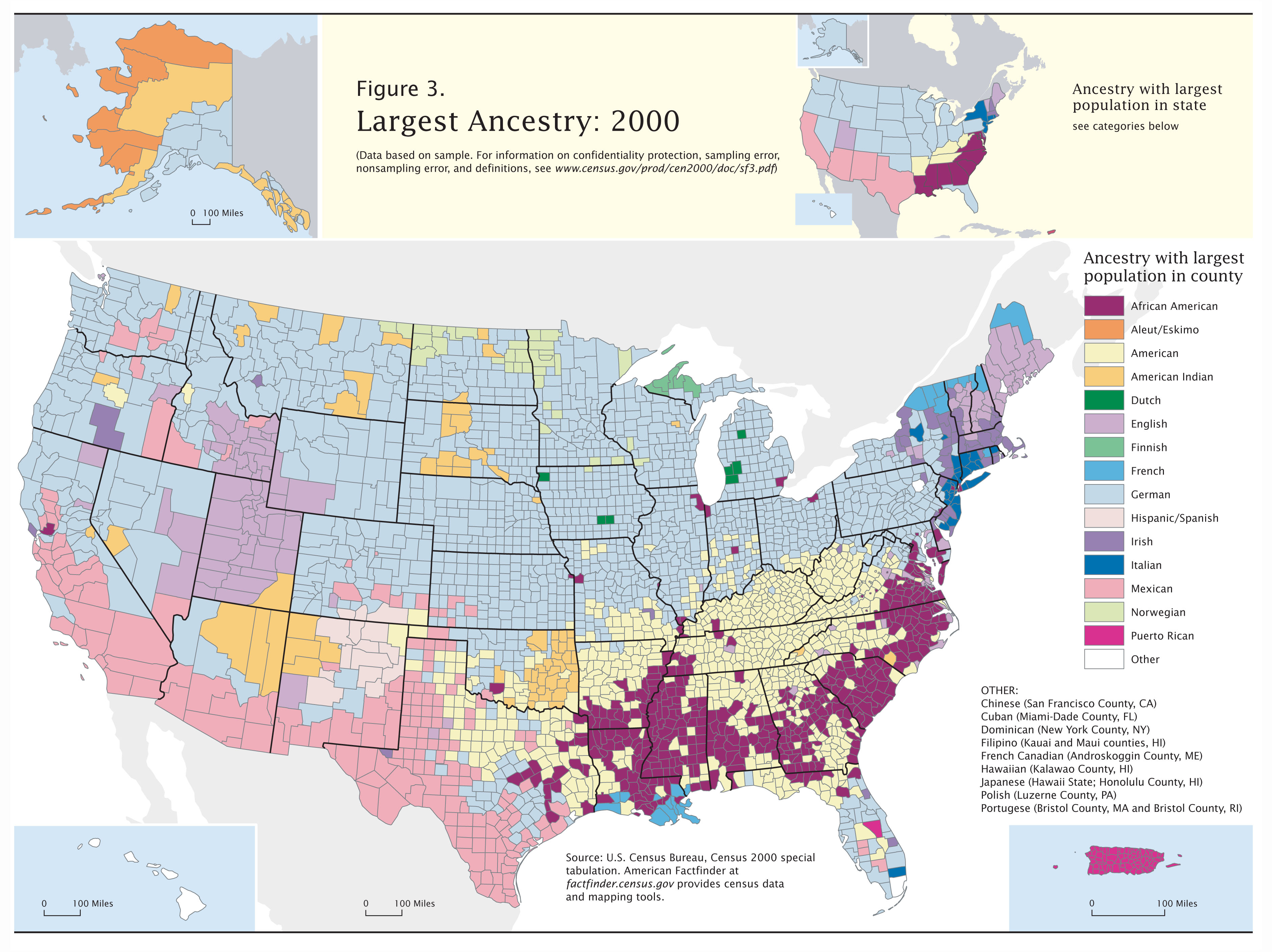
Американці німецького походження дуже часті в США; блакитним кольором позначені округи, в яких за результатами перепису 2000 року переважає населення німецького походження

Американці німецького походження або Американські німці (англ. German American, нім. Deutschamerikaner) — громадяни Сполучених Штатів Америки, які мають повне або часткове німецьке походження.
За оцінками демографів та даними національних переписів, 50 мільйонів американців (17 % від загального їх числа) мають повне або часткове німецьке походження (друга за чисельністю етнічна група США після латиноамериканців).

## Історія
Незважаючи на спочатку британську колонізацію регіону і абсолютне переважання англійських іммігрантів на початковому етапі історії США, саме німецька імміграція стала переважаючою в 1840—1900 роках. Незважаючи на поступову втрату рідної мови, німецькі іммігранти були настільки впливовими і численними, що істотно вплинули на формування всіх аспектів сучасного життя. Ключ до розуміння культури США тоді і зараз багато в чому лежить у розумінні традицій, звичаїв і причин німецької імміграції. З часом американці німецького походження становили найчисленнішу групу населення США.
Німці включали в себе досить багато різних підгруп з різними релігійними і культурними цінностями.

### XVII століття
Перші німці з'явилися на території США ще в 1607 році, в Джеймстауні штат Вірджинія, разом з першими англійськими колоністами.
Перше постійне німецьке поселення Германтаун було засновано 6 жовтня 1683 недалеко від Філадельфії.
Велика кількість німців мігрували в період з 1680-х до 1760-х років, в основному в Пенсільванію. Вони мігрували в Америку з цілого ряду причин. Більшість з них були лютерани або німецькі реформатори; багато належали до невеликих релігійних сект, таких як меноніти. Німецькі католики не прибували у великій кількості до війни 1812 року.

### XVIII століття
Кількість німецьких переселенців значно зросла в 1680-1760-х роках, коли малоземелля, релігійні та військові конфлікти змушували німецьких переселенців (в основному, звичайно, фермерів і дрібних міських ремісників) переїжджати в США, де їх приваблювала велика кількість вільної землі. До 1790 року, за даними першого перепису населення незалежних США, люди німецького походження становили 9 % білого населення, хоча деякі американські діячі скептично ставилися до їх масового приїзду і компактного проживання, оскільки вважали, що вони погано асимілюються. Тим не менш, через свою генетичну та мовну спорідненість з англосаксами німці (а також голландці і скандинави) вважалися єдиною більш-менш прийнятною категорією іншомовних мігрантів в США, так як офіційно визнавалися білими.

### XX століття
У квітні 1917 року Конгрес проголосував за оголошення війни Німеччині. Частина американців німецького походження покинула країну і повернулася до Німеччини. Близько 1 % з 480 тисяч іноземців німецького походження було кинуто у в'язниці за підозрою в шпигунстві на користь Німеччини. Тисячі іноземців були змушені купувати облігації військових позик, щоб продемонструвати свою лояльність США. Відомі також випадки лінчування етнічних німців. У громадській думці панувала фобія всього німецького.

## Чисельність і розселення
За оцінками демографів та даними національних переписів, приблизно від 42 до 58 мільйонів американців (17-20 % загального їх числа) мають повне або часткове німецьке походження (для порівняння, число німців у Німеччині — близько 75 мільйонів чоловік). Німецькі прізвища зустрічаються серед сучасних, в тому числі відомих американців дуже широко. Для порівняння, близько 28-35 мільйонів американців мають англійське походження. Звичайно, процеси асиміляції в середовищі німців США вже прийняли необоротний характер, хоча культура і традиції німців у їх дещо архаїчній формі зберігаються в США.

## Мова
У 1860—1917 роках німецька мова була вельми поширеною на теренах проживання німецької громади. Але після вступу США в Першу світову війну на боці британців (1917), майже все навчання німецькою закінчилось,
як і більшість церковних служб цією мовою.
До Першої світової війни німецька мова уживалася в системі освіти США ба й претендувала на статус регіональної в ряді штатів та округів.
У XX столітті число американських німців, які говорять німецькою і вважають її рідною, неухильно падало. Лише в період з 1980 по 2007 рік зниження склало  30 % — з 1,6 до 1,1 млн осіб.
Унаслідок того, що імміграція німців до США носила масовий характер і тривала кілька століть, розподіл німецькомовних набув високого ступеню розсіювання країною, тож на райони з найбільш високою концентрацією нащадків вихідців з Німеччини до 2010 року припадало лише 15 % усіх американців німецького походження, які продовжували користуватися рідною мовою.